# Liens de sang (roman)
Liens de sang (titre original : Kindred) est un roman de science-fiction de l'écrivaine américaine Octavia E. Butler qui intègre le voyage dans le temps et s'inspire de récits d'esclaves. Publié pour la première fois en 1979, il est devenu un classique. Il est fréquemment choisi comme texte pour des programmes de lecture associatives ou communautaires, en plus d'être un classique étudié dans les cours du secondaire et du collège.
Le livre est un récit à la première personne d'une jeune femme écrivaine afro-américaine, Dana, qui se retrouve éjectée dans le temps entre sa maison de Los Angeles, en Californie, en 1976, et une plantation du Maryland d'avant la guerre civile. Elle y rencontre ses ancêtres : une femme noire libre et fière et un planteur blanc qui l'a forcée à l'esclavage et au concubinage. Alors que les séjours de Dana dans le passé s'allongent, la jeune femme s'immisce intimement avec la communauté noire des plantations. Elle fait des choix difficiles pour survivre à l'esclavage et assurer son retour à son époque.
Liens de sang explore la dynamique et les dilemmes de l'esclavage d'avant-guerre à partir de la sensibilité d'une femme noire de la fin du XXe siècle, consciente de son héritage dans la société américaine contemporaine. À travers les deux couples interraciaux qui forment le noyau émotionnel de l'histoire, le roman explore également l'intersection des questions de pouvoir, de genre et de race, et spécule sur les perspectives d'un futur égalitaire.
Alors que la plupart des travaux de d'Octavia E. Butler sont classés dans la science-fiction, Liens de sang est considéré comme dépassant les frontières du genre. Il a également été classé comme littérature ou littérature afro-américaine. Butler a elle-même classé l'œuvre comme « une sorte de sinistre fantasme. »

## Résumé
Les universitaires ayant produit des analyses de Liens de sang ont noté que les titres de chapitre du roman suggèrent quelque chose « d'élémentaire, d'apocalyptique, d'archétype sur les événements du récit », donnant ainsi l'impression que les personnages principaux participent à des choses plus importantes que leurs expériences personnelles,.

### Prologue
Dana se réveille à l'hôpital avec son bras amputé. Des adjoints de police l'interrogent sur les circonstances entourant la perte de son bras et lui demandent si son mari Kevin, un homme blanc, la bat. Dana leur dit que c'était un accident et que Kevin n'est pas à blâmer. Lorsque Kevin lui rend visite, ils ont tous les deux peur de dire la vérité car ils savent que personne ne les croirait.

### La rivière
Leur situation a commencé le 9 juin 1976, le jour de son vingt-sixième anniversaire. La veille, elle et Kevin avaient emménagé dans une maison à quelques kilomètres de leur ancien appartement de Los Angeles. En déballant, Dana devient soudainement étourdie et son environnement commence à s'estomper. Lorsqu'elle reprend ses esprits, elle se retrouve à l'orée d'un bois, près d'une rivière où se noie un petit garçon aux cheveux roux. Dana patauge après lui, le traîne jusqu'au rivage et tente de le réanimer. La mère du garçon, qui n'avait pas pu le sauver, se met à crier et à frapper Dana, l'accusant d'avoir tué son fils, qu'elle identifie comme étant Rufus. Un homme arrive et pointe une arme sur Dana, la terrifiant. Elle redevient étourdie et revient dans sa nouvelle maison avec Kevin à ses côtés. Kevin, choqué par sa disparition et sa réapparition, essaie de comprendre si tout l'épisode était réel ou une hallucination.

### Le feu

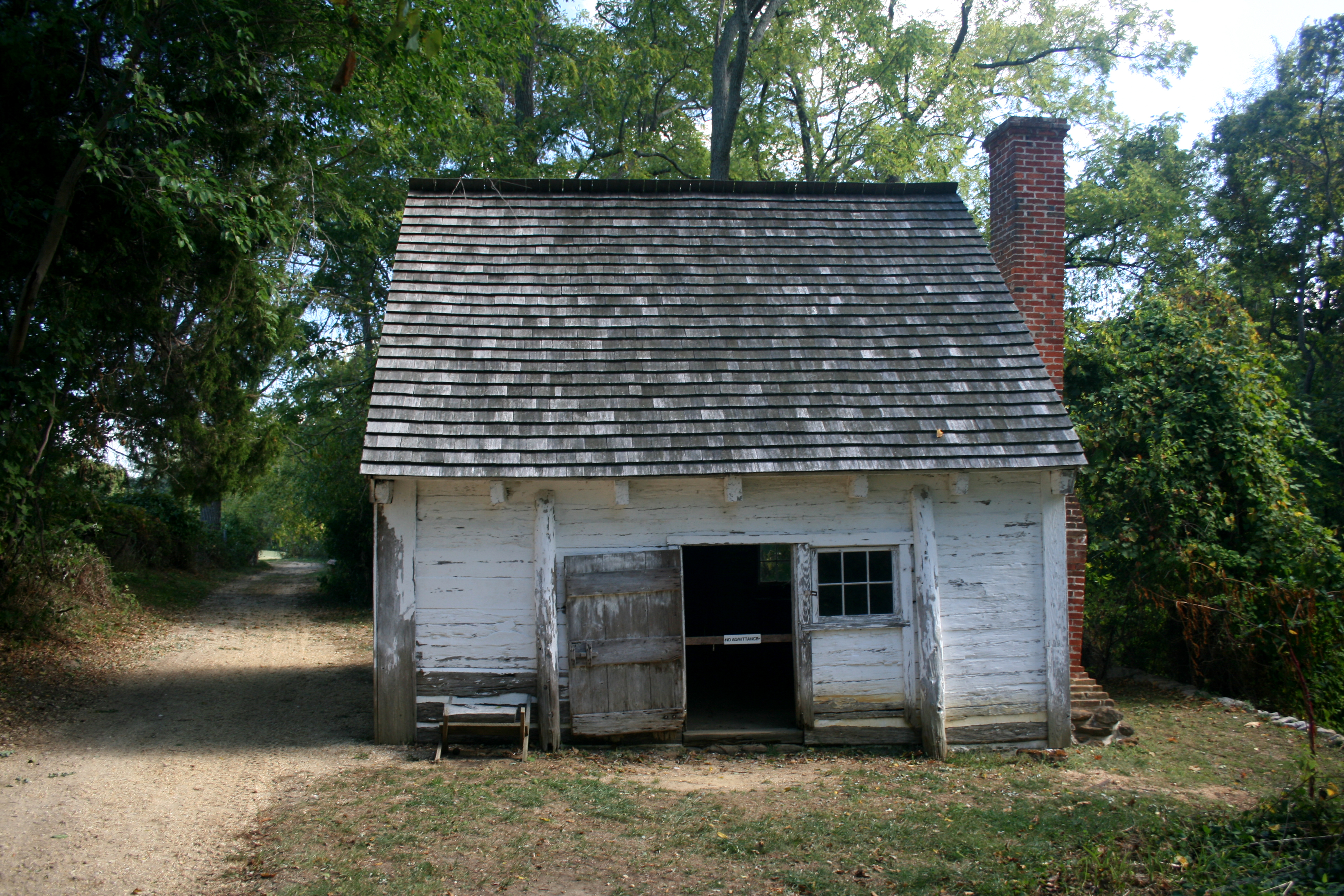
Une cabane d'esclave dans le Maryland, construite vers 1830 (Sotterly Plantation)

Dana a réussi à laver la saleté de la rivière avant que le vertige ne s'installe à nouveau. Cette fois, elle est ramenée dans une chambre où un garçon aux cheveux roux a enflammé les rideaux de sa chambre. Le garçon s'avère être Rufus, maintenant âgé de quelques années. Dana éteint rapidement le feu et parle à Rufus, qui, sans peur, avoue avoir mis le feu aux rideaux pour se venger de son père qui l'a battu après qu'il a volé un dollar. Au cours de leur conversation, l'utilisation occasionnelle par Rufus du mot « nègre » pour désigner Dana, qui est noire, bouleverse initialement Dana, mais l'amène ensuite à comprendre qu'elle a été transportée dans le temps ainsi que dans l'espace, dans le Maryland, vers 1815. Suivant les conseils de Rufus, Dana se réfugie chez Alice Greenwood et sa mère, des noires libres qui vivent en bordure de la plantation. Dana se rend compte que Rufus et Alice sont ses ancêtres et auront un jour des enfants. Chez les Greenwood, elle voit un groupe de jeunes hommes blancs défoncer la porte, traîner le père d'Alice, qui est un esclave, et le fouetter brutalement parce qu'il n'a pas ses papiers. L'un des hommes frappe la mère d'Alice lorsqu'elle refuse ses avances. Les hommes partent, Dana sort de sa cachette et aide la mère d'Alice. Elle se retrouve face à l'un des hommes blancs, qui la frappe et tente de la violer. Craignant pour sa vie, Dana a le vertige et revient en 1976. Bien que des heures se soient écoulées pour elle, Kevin lui assure qu'elle n'est partie que depuis quelques minutes. Le lendemain, Kevin et Dana se préparent à la possibilité qu'elle voyage à nouveau dans le temps en préparant un sac de survie pour elle et en faisant des recherches sur l'histoire des Noirs dans les livres de leur bibliothèque personnelle.

### La chute

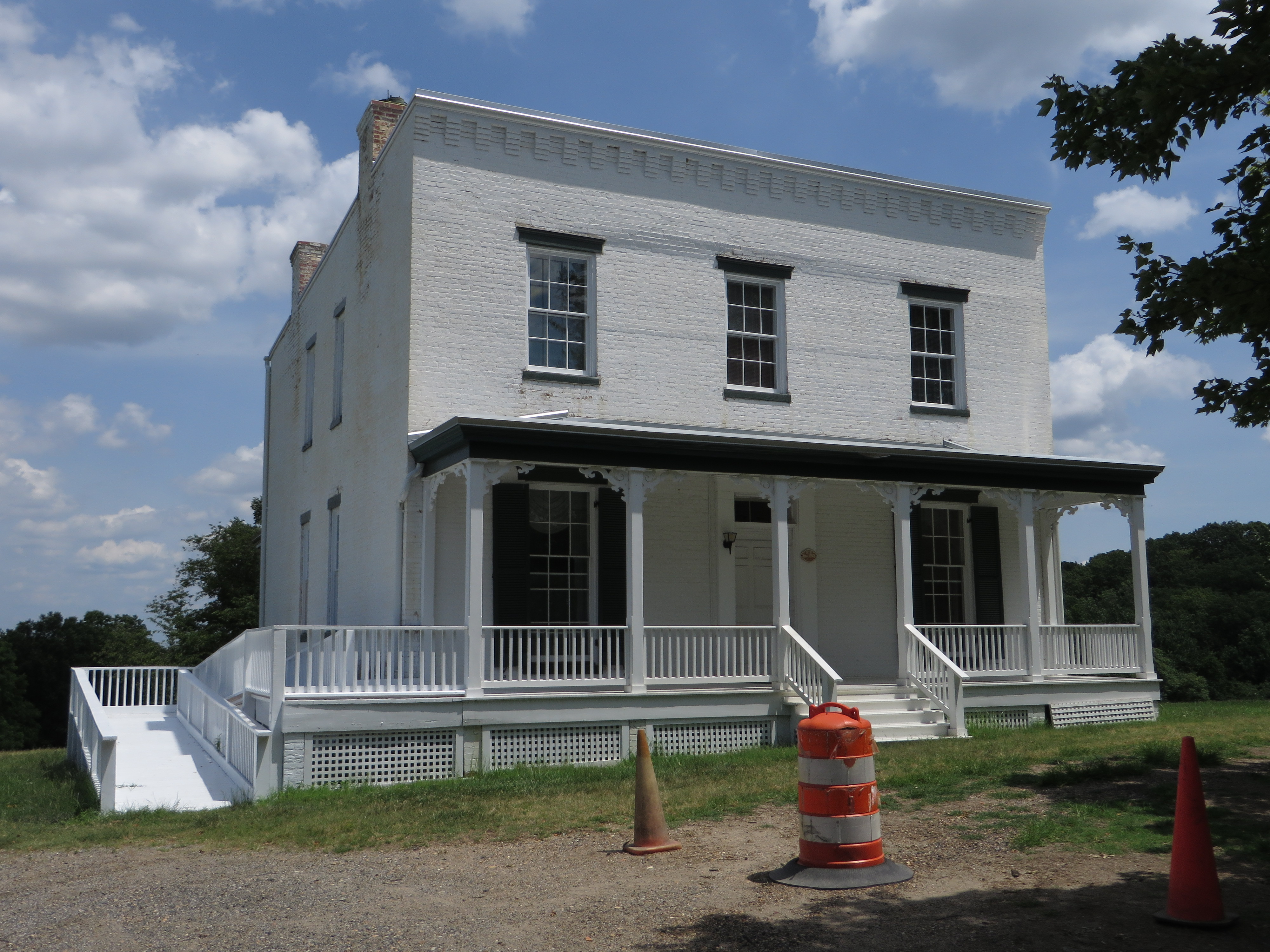
Oxon Hill Farm construite en 1830 sur une plantation d'esclaves, elle sert au XXIe siècle de musée décrivant la vie des esclaves et leur maîtres au XIXe siècle.

Dans un flashback, Dana raconte comment elle a rencontré Kevin alors qu'elle occupait des emplois temporaires au salaire minimum dans un entrepôt de pièces automobiles. Kevin s'intéresse à Dana quand il apprend qu'elle est une écrivaine comme lui, et elle se lie d'amitié avec lui-même s'il est blanc et que leurs collègues jugent néfaste leur relation. Dana et Kevin trouvent qu'ils ont beaucoup en commun; tous deux sont orphelins, tous deux aiment écrire et leurs familles désapprouvent leur aspiration à devenir écrivains. Ils deviennent amants.
Alors que Kevin part à la bibliothèque pour découvrir comment fabriquer des papiers de liberté pour Dana, elle sent le vertige revenir. Cette fois, Kevin s'accroche à elle et voyage également dans le passé. Ils trouvent Rufus se tordant de douleur à cause d'une jambe cassée. À côté de lui se trouve un garçon noir nommé Nigel, qu'ils envoient à la maison principale pour obtenir de l'aide. Rufus réagit avec une violente incrédulité lorsqu'il découvre que Kevin et Dana sont mariés : selon les lois anti-métissage en vigueur, les Blancs et les Noirs ne sont pas autorisés à se marier à son époque. Dana et Kevin expliquent à Rufus qu'ils viennent du futur et le prouvent en montrant les dates estampillées sur les pièces que Kevin porte dans ses poches. Rufus promet de garder leur identité secrète et Dana dit à Kevin de prétendre qu'il est son propriétaire. Lorsque Tom Weylin arrive avec son esclave Luke pour récupérer Rufus, Kevin se présente. Weylin l'invite à dîner à contrecœur. Une fois de retour dans la plantation de Weylin, Margaret, la mère de Rufus, s'inquiète du bien-être de son fils et, jalouse de l'attention que Rufus porte à Dana, envoie Dana à la cuisine. Là, Dana rencontre deux esclaves domestiques : Sarah, la cuisinière ; et Carrie, sa fille muette. Ne sachant pas que faire, Kevin accepte l'offre de Weylin de devenir le tuteur de Rufus. Kevin et Dana restent sur la plantation pendant plusieurs semaines. Ils observent la cruauté et la torture implacables que Weylin, Margaret et Rufus utilisent contre les esclaves. Bien qu'aucun ne soit réellement sadique ou pervers, ils se sentent en droit de traiter les esclaves comme une propriété. Weylin surprend Dana en train de lire et la fouette sans pitié. Les lois anti-alphabétisation aux Etats-Unis (en) interdisent aux personnes noires de lire. Le vertige la surmonte avant que Kevin ne puisse l'atteindre et elle voyage seule en 1976 le laissant seul en 1850.

### Le combat
Dans un flashback, Dana se souvient comment elle et Kevin se sont mariés. Leurs deux familles sont opposées aux mariages inter-raciaux (en). Alors que la sœur réactionnaire de Kevin a des préjugés contre les Afro-Américains, l'oncle de Dana abhorre l'idée qu'un homme blanc finisse par hériter de sa propriété. Seule la tante de Dana est favorable à l'union, car cela signifierait que les enfants de sa nièce auraient la peau plus claire. Kevin et Dana se marient sans aucune famille présente.
Après huit jours de récupération à la maison sans Kevin, Dana voyage dans le temps pour trouver Rufus battu par le mari d'Alice Greenwood, l'esclave Isaac Jackson. Dana apprend que Rufus a tenté de violer Alice, autrefois son amie d'enfance. Dana convainc Isaac de ne pas tuer Rufus, et Alice et Isaac s'enfuient pendant que Dana ramène Rufus à la maison. Elle apprend que cela fait cinq ans depuis sa dernière visite et que Kevin a quitté le Maryland. Dana soigne Rufus en échange de son aide pour envoyer des lettres à Kevin. Cinq jours plus tard, Alice et Isaac sont attrapés. Isaac est mutilé et vendu à des commerçants se dirigeant vers le Mississippi. Alice est battue, livrée à des chiens et réduite en esclavage en guise de punition pour avoir aidé Isaac à s'échapper. Rufus, qui prétend aimer Alice, l'achète et ordonne à Dana de la soigner. Dana le fait avec beaucoup de soin. Quand Alice récupère enfin, elle maudit Dana de ne pas l'avoir laissée mourir et est ravagée par le chagrin d'avoir perdu son mari.
Rufus ordonne à Dana de convaincre Alice de coucher avec lui maintenant qu'elle a récupéré. Dana parle avec Alice, décrivant ses trois choix : elle peut refuser et être fouettée et violée ; elle peut acquiescer et être violée sans être battue ; ou elle peut essayer à nouveau de s'enfuir. Blessée et terrifiée par sa précédente punition, Alice cède au désir de Rufus et devient sa concubine. Dans sa chambre, Alice découvre que Rufus n'a pas envoyé les lettres de Dana à Kevin et le dit à Dana. Furieuse que Rufus lui ait menti, Dana s'enfuit pour retrouver Kevin, mais est trahie par une esclave jalouse, Liza. Rufus et Weylin la capturent et Weylin la fouette brutalement. Lorsque Weylin apprend que Rufus n'a pas tenu sa promesse d'envoyer ses lettres à Kevin, il écrit à Kevin et lui dit que Dana est sur la plantation. Kevin vient récupérer Dana, mais Rufus les arrête sur la route et menace de leur tirer dessus. Il dit à Dana qu'elle ne peut plus le quitter. Le vertige surmonte Dana et elle voyage en 1976, cette fois avec Kevin.

### La tempête
Les retrouvailles heureuses de Dana et Kevin sont de courte durée, car Kevin a du mal à s'adapter au présent après avoir vécu dans le passé pendant cinq ans. Il partage quelques détails de sa vie passée avec Dana : il a été témoin de terribles atrocités contre des esclaves, a voyagé plus loin dans le nord, a travaillé comme enseignant, a aidé des esclaves à s'échapper et s'est laissé pousser la barbe pour éviter une foule se livrant au lynchage. Déconcerté par sa difficulté à réintégrer son ancien monde, il se fâche et se refroidit. Décidant de le laisser régler ses sentiments par lui-même, Dana prépare un sac au cas où elle voyagerait à nouveau dans le temps.
Bientôt, elle se retrouve à l'extérieur de la maison de la plantation Weylin sous une pluie torrentielle, avec un Rufus très ivre allongé face contre terre dans une flaque d'eau. Elle essaie de le ramener à la maison, puis demande à Nigel de l'aider à le porter. De retour à la maison, Weylin somme Dana de soigner Rufus sous la menace de sa vie. Suspectant que Rufus a le paludisme et sachant qu'elle ne peut pas beaucoup aider, Dana donne à Rufus l'aspirine qu'elle a emballée pour faire baisser sa fièvre. Rufus survit, mais reste faible pendant des semaines. Dana apprend que Rufus et Alice ont eu trois enfants métis de la plantation et qu'un seul, un garçon nommé Joe, a survécu. Alice est de nouveau enceinte. Rufus avait forcé Alice à laisser le médecin saigner les deux autres enfants lorsqu'ils étaient tombés malades, un traitement habituel de l'époque, mais cela les a tués. Weylin a une crise cardiaque et, Dana étant incapable de le sauver, Rufus l'envoie travailler dans les champs de maïs en guise de punition. Au moment où il se repent de sa décision, elle s'est effondrée d'épuisement et est fouettée par le surveillant. Rufus appointe Dana comme aide-soignante de sa mère malade, Margaret. Désormais maître de la plantation, Rufus vend quelques esclaves, dont Tess, l'ancienne concubine de Weylin. Dana exprime sa colère à propos de cette vente et Rufus explique que son père a laissé des dettes qu'il doit payer. Il convainc Dana d'utiliser ses talents d'écrivaine pour écrire à ses autres créanciers. Dana déteste le travail de secrétariat et s'étant déjà disputée avec Kevin quand il lui demandait de taper ses manuscrits. Le temps passe et Alice donne naissance à une fille, Hagar, l'ancêtre directe de Dana. Alice confie qu'elle envisage de s'enfuir avec ses enfants dès que possible, car elle craint d'oublier de haïr Rufus. Dana convainc Rufus de la laisser apprendre à lire à son fils Joe et à certains des enfants esclaves. Cependant, lorsqu'un esclave nommé Sam demande à Dana si ses jeunes frères et sœurs peuvent participer aux cours, Rufus le vend en punition pour avoir flirté avec elle. Lorsque Dana essaie d'intervenir, Rufus la frappe. Confrontée à sa propre impuissance face à Rufus, elle récupère le couteau qu'elle a ramené de chez elle et se tranche les poignets dans le but de voyager dans le temps.

### La corde
Dana se réveille à la maison avec ses poignets bandés et Kevin à ses côtés. Elle lui raconte ses huit mois dans la plantation, la naissance d'Agar et la nécessité de garder Rufus en vie, car les esclaves seraient séparés et vendus s'il mourait. Lorsque Kevin demande si Rufus a violé Dana, elle répond que ce n'est pas le cas, qu'une tentative de viol serait l'acte qui l'amènerait à le tuer, malgré les conséquences possibles. Quinze jours plus tard, le 4 juillet, Dana retourne à la plantation où elle découvre qu'Alice s'est pendue. Alice a tenté de s'enfuir après la disparition de Dana et, en guise de punition, Rufus l'a fouettée et lui a dit qu'il avait vendu ses enfants. En réalité, il les avait envoyés chez sa tante à Baltimore. Rongé par la culpabilité de la mort d'Alice, Rufus se suicide presque. Après les funérailles d'Alice, Dana utilise cette culpabilité pour convaincre Rufus de libérer ses enfants. À partir de ce moment, Rufus garde Dana à ses côtés presque constamment, lui faisant partager ses repas et enseigner à ses enfants. Un jour, il avoue enfin qu'il veut que Dana remplace Alice dans sa vie. Il lui dit qu'Alice, qui, bien qu'elle se soit habituée à Rufus, n'a jamais cessé de comploter pour lui échapper, et qu'il a le sentiment que Dana verra qu'il est un maître juste et finira par cesser de le haïr. Dana, horrifiée à l'idée de pardonner ainsi à Rufus, s'enfuit au grenier pour retrouver son couteau. Rufus la suit, et quand il tente de la violer, Dana le poignarde deux fois avec son couteau. Nigel arrive et voit l'agonie de Rufus. À ce moment Dana est prise de nausées violentes et voyage dans le temps pour la dernière fois, pour se retrouver dans une douleur atroce, car son bras a été joint à un mur à l'endroit où Rufus le tenait.

### Épilogue
Dana et Kevin se rendent à Baltimore pour enquêter sur le sort de la plantation de Weylin après la mort de Rufus, mais ils trouvent très peu de choses : un avis de journal rapportant la mort de Rufus à la suite de l'incendie de sa maison, et une annonce de vente d'esclaves répertoriant tous les esclaves Weylin sauf Nigel, Carrie, Joe et Hagar. Dana spécule que Nigel a dissimulé le meurtre en allumant le feu et se sent responsable de la vente des esclaves. À cela, Kevin répond qu'elle ne peut rien faire pour le passé, et maintenant que Rufus est enfin mort, ils peuvent reprendre leur vie paisible ensemble.

## Personnages
- Edana (Dana) Franklin : Une écrivaine afro-américaine de 26 ans, protagoniste principale et la narratrice de l'histoire. Elle est mariée à un écrivain blanc nommé Kevin. Elle est forcée de se rendre dans la plantation d'esclaves dans le Maryland d'avant-guerre possédée par son ancêtre Rufus, propriétaire d'esclaves. Sur la plantation, elle doit apprendre à faire de durs compromis pour survivre en tant qu'esclave et assurer son existence. En tant qu'écrivaine, elle échoue en grande partie jusqu'à son mariage avec Kevin.
- Rufus Weylin : Le fils blanc aux cheveux roux de Tom Weylin, propriétaire d'une plantation du Maryland et d'esclaves. Dana le rencontre pour la première fois en tant que jeune garçon sujet déchiré entre une mère indulgente et un père strict et le voit grandir pour remplacer Tom Weylin en tant que maître d'esclaves. Il est aussi vulnérable émotionnellement que sa mère, mais possessif et contrôlant comme son père. Son arrogance et sa cupidité le conduisent à violer son amie de longue date Alice (l'arrière-arrière-arrière-grand-mère de Dana), faisant de lui l'ancêtre de Dana. Il cherche désespérément la validation affective d'Alice et Dana, mais les considère toujours comme sa propriété.
- Kevin Franklin : Le mari de Dana, un écrivain blanc de douze ans son aîné. Kevin est une personne progressiste profondément amoureux de sa femme, ayant rejeté sa famille raciste pour l'épouser. Lorsqu'il voyage dans le temps avec Dana dans le passé lors d'un de ses voyages, il est témoin de la brutalité de l'esclavage et finit par devenir un abolitionniste, aidant les esclaves à s'échapper vers la liberté. Pourtant, il a souvent du mal à intérioriser l'incroyable racisme dont il est témoin.
- Tom Weylin : propriétaire d'esclaves impitoyable et brutal d'une plantation d'avant-guerre du Maryland. La personnalité froide, stricte et impatiente de Tom fait de lui un maître et un père dur. Lorsqu'il s'aperçoit qu'il a été désobéi, il riposte rapidement et violemment ; semant la peur chez ceux qui lui sont soumis. Il fouette Dana à plusieurs reprises et autorise la vente des enfants de ses esclaves.
- Alice Greenwood (plus tard, Alice Jackson) : Une femme noire fière, née libre puis asservie pour avoir aidé son mari esclave Isaac à s'enfuir. Alice est ensuite achetée par Rufus, qui l'oblige à devenir sa concubine et à lui donner quatre enfants, dont seuls deux survivent, Joe et Hagar. Figure tragique, elle survit à son destin en se nourrissant de la haine qu'elle a pour Rufus mais se pend après que Rufus lui a dit qu'il avait vendu ses enfants comme punition pour avoir tenté de s'enfuir.
- Sarah : cuisinière de la maison Weylin et sa gérante non officielle, elle travaille dur et fait travailler dur les esclaves de la maison, mais leur garde aussi de la nourriture et essaie de les protéger. La première impression de Dana de Sarah change lorsqu'elle apprend que Weylin a vendu tous les enfants de Sarah sauf Carrie. La conformité extérieure de Sarah masque sa colère, son ressentiment et sa souffrance.
- Margaret Weylin : épouse capricieuse du propriétaire de la plantation. Elle est trop indulgente et possessive envers Rufus. Comme son mari, elle abuse des esclaves de la maison. Elle s'en va pendant une longue période lorsque ses jumeaux en bas âge meurent et revient avec un tempérament ramolli en raison d'une dépendance à l'opium. Elle est détestée par les esclaves, en particulier par Sarah. Sarah explique que Margaret a vendu ses bébés afin d'obtenir de nouveaux meubles.
- Hagar Weylin : la plus jeune fille de Rufus et Alice. Hagar est la lignée directe de Dana du côté de sa mère. Sans la naissance d'Agar, Dana pense qu'elle n'existerait pas.
- Luke : esclave à la plantation Weylin et le père de Nigel. Luke travaille comme surveillant de Weylin jusqu'à ce que Weylin le vende pour n'avoir pas été être suffisamment obéissant.
- Nigel : fils de Luke et esclave de la plantation Weylin. En tant que petit garçon, il est aussi le compagnon de jeu de Rufus. Dana lui apprend secrètement à lire et à écrire. Plus âgé, il s'enfuit sans succès; De retour sur la plantation, il forme une famille avec la fille de Sarah, Carrie.
- Carrie : fille de Sarah et femme de Nigel. Bien que Carrie soit muette, elle est une source de force pour Dana en l'aidant à accepter les durs compromis qu'elle doit faire pour survivre.
- Liza : femme esclave jalouse du traitement préférentiel de Dana par les Weylins, elle dénonce Dana quand elle s'enfuit, la faisant se faire prendre et fouetter.
- Tess : esclave de la plantation Weylin utilisée comme esclave sexuelle par Tom Weylin et plus tard par Edwards, le surveillant blanc.
- Jake Edwards : surveillant de la plantation Weylin.

## Thèmes principaux

### Représentation réaliste de l'esclavage et des communautés d'esclaves
Liens de sang a été écrit pour explorer comment une femme noire moderne vivrait à l'époque d'une société esclavagiste, où la plupart des Noirs étaient considérés comme une propriété; un monde où « toute la société était dressée contre vous ». Au cours d'une interview, Butler a admis qu'en lisant des récits d'esclaves pour le fond, elle s'est rendu compte que si elle voulait que les gens lisent son livre, elle devrait présenter une version moins violente de l'esclavage. Pourtant, les érudits de Liens de sang considèrent le roman comme un récit précis et fictif des expériences d'esclaves. Concluant qu'« il n'y a probablement pas de représentation plus vivante de la vie dans une plantation de la côte est que celle trouvée dans Liens de sang », Sandra Y. Govan retrace comment le livre de Butler suit les schémas classiques du genre narratif esclavagiste : perte d'innocence, punition sévère, stratégies de résistance, de vie dans les quartiers d'esclaves, de lutte pour l'éducation, d'expérience d'abus sexuels, de prise de conscience de l'hypocrisie religieuse blanche et de tentatives d'évasion, avec un succès ultime. Robert Crossley note comment la narration intense à la première personne de Butler fait délibérément écho aux mémoires d'anciens esclaves, donnant ainsi à l'histoire « un degré d'authenticité et de sérieux ». Lisa Yaszek voit le récit viscéral de Dana comme une critique délibérée des représentations antérieures commercialisées de l'esclavage, tout comme le livre et le film Autant en emporte le vent, produit en grande partie par des Blancs, et même la mini-série télévisée Roots, basée sur le livre d'Alex Haley.
Dans Liens de sang, Butler dépeint les esclaves individuellement comme des personnes distinctes, donnant à chacun sa propre histoire. Robert Crossley soutient que Butler traite la noirceur de ses personnages comme une évidence, pour résister à la tendance des écrivains blancs à incorporer des Afro-Américains dans leurs récits juste pour illustrer un problème ou pour se dissocier des accusations de racisme. Ainsi, dans Liens de sang, la communauté d'esclaves est dépeinte comme une société humaine riche : la femme libre fière mais victime devenue esclave Alice ; Sam l'esclaves des champs (en), qui espère que Dana enseignera la lecture à son frère ; la couturière traîtresse Liza, qui empêche l'évasion de Dana; le brillant et ingénieux Nigel, l'ami d'enfance de Rufus qui apprend à lire à partir d'un manuel volé; plus important encore, Sarah la cuisinière, que Butler transforme d'une image de la « mammie noire (en) » soumise et heureuse de la fiction blanche en une femme profondément en colère mais attentionnée, maîtrisée uniquement par la menace de perdre son dernier enfant, la muette Carrie,,.

### Dynamique de pouvoir maître-esclave
Rufus exprimant son « amour destructeur  » pour Alice lors d'une conversation avec Dana :
- Je l'ai suppliée de ne pas aller avec lui », dit-il doucement. Tu m'entends, je l'ai suppliée !  
Je n'ai rien dit. Je commençais à comprendre qu'il aimait cette femme - pour son malheur. Il n'y avait aucune honte à violer une femme noire, mais il pouvait y avoir de la honte à en aimer une.
- Je ne voulais pas juste la traîner dans les buissons, a dit Rufus. Je ne voulais pas que ça se passe comme ça. Mais elle n'arrêtait pas de dire non. J'aurais pu l'avoir dans les buissons il y a des années si c'était ce que je voulais.
...
Les chercheurs ont fait valoir que Liens de sang complique les représentations habituelles de l'esclavage mobilier en tant que système oppressif où le maître considère l'esclave comme un simple outil ou une  ressource économique à élever ou à vendre. Pamela Bedore note que si Rufus semble détenir tout le pouvoir dans sa relation avec Alice, elle ne se donne jamais complètement à lui. Le suicide d'Alice peut être lu comme sa façon de mettre fin à sa lutte avec Rufus avec un « bouleversement final de leur équilibre de pouvoir », une évasion par la mort. En plaçant Liens de sang par rapport à d'autres romans de Butler tels que Xenogenesis, Bedore explore le lien entre Dana et Rufus en repensant l'esclavage comme une interaction « symbiotique » entre esclave et maître : puisqu'aucun personnage ne peut exister sans l'aide et les conseils de l'autre, ils sont continuellement obligés de collaborer pour survivre. Le maître ne contrôle pas simplement l'esclave mais dépend d'elle. Du côté de l'esclave, Lisa Yaszek remarque des émotions contradictoires : en plus de la peur et du mépris, il y a l'affection de la familiarité et les gentillesses occasionnelles du maître. L'esclave qui collabore avec le maître pour survivre n'est pas réduit à un « traître à sa race » ou à une « victime du destin ».
Liens de sang dépeint l'exploitation de la sexualité féminine noire comme un des nœuds principaux de la lutte historique entre maître et esclave. Diana Paulin décrit les tentatives de Rufus pour contrôler la sexualité d'Alice comme un moyen de reprendre le pouvoir qu'il a perdu lorsqu'elle a choisi Isaac comme partenaire sexuel. Contrainte de soumettre son corps à Rufus, Alice sépare son désir de sa sexualité pour préserver le sens de soi. De même, le voyage dans le temps de Dana reconstruit sa sexualité pour s'adapter à son époque. Dans le présent, Dana choisit son mari et aime faire l'amour avec lui; dans le passé, son statut de femme noire l'oblige à subordonner son corps aux désirs du maître pour le plaisir, l'élevage et comme propriété sexuelle. Ainsi, alors que Rufus devient adulte, il tente de contrôler la sexualité de Dana, se terminant par sa tentative de viol pour la transformer en remplaçante d'Alice. Puisque Dana considère la domination sexuelle comme la forme ultime de subordination, son meurtre de Rufus est la façon dont elle rejette le rôle de femme esclave, se distinguant de celle qui n'avaient pas le pouvoir de dire « non »,.

### Critique de l'histoire américaine
Dana obéit aux instructions de Rufus de brûler son livre de poche sur l'histoire de l'esclavage en Amérique :
Liens de sang est souvent étudié pour sa critique de l'histoire officielle de la formation des États-Unis comme un effacement des faits bruts de l'esclavage. Lisa Yaszek place Liens de sang comme émanant de deux décennies de discussions animées sur ce qui constituait l'histoire américaine, avec une série d'érudits poursuivant l'étude des sources historiques afro-américaines pour créer « des modèles de mémoire plus inclusifs ». Missy Dehn Kubitschek soutient que Butler a situé l'histoire au cours du bicentenaire de l'adoption de la Déclaration d'indépendance des États-Unis pour suggérer que la nation devrait revoir son histoire afin de résoudre ses conflits raciaux actuels. Robert Crossley pense que Butler date le dernier voyage de Dana dans sa maison de Los Angeles à l'occasion du bicentenaire pour relier le personnel au social et au politique. Le pouvoir de cette fête nationale d'effacer la sombre réalité de l'esclavage est nié par la compréhension vivante de Dana de l'histoire américaine, qui rend insuffisantes toutes ses connaissances antérieures sur l'esclavage à travers les médias et les livres, Yaszek note en outre que Dana jette tous ses livres d'histoire sur l'histoire afro-américaine lors de l'un des voyages de retour dans sa maison californienne, car elle les trouve inexacts dans la description de l'esclavage. Au lieu de cela, Dana lit des livres sur l'Holocauste et trouve que ces livres sont plus proches de ses expériences en tant qu'esclave.
Dans plusieurs interviews, Butler a mentionné qu'elle avait écrit Liens de sang pour contrer les conceptions stéréotypées de la soumission des esclaves. Pendant ses études au Pasadena City College, Butler a entendu un jeune homme du mouvement Black Power exprimer son mépris pour les générations plus âgées d'Afro-Américains pour ce qu'il considérait comme leur honteuse soumission au pouvoir blanc. Butler s'est rendu compte que le jeune homme n'avait pas suffisamment de contexte pour comprendre la nécessité d'accepter les abus juste pour rester en vie et en bonne santé avec sa famille. Ainsi, Butler a décidé de créer un personnage afro-américain moderne, qui remonterait dans le temps pour voir à quel point il (le protagoniste de Butler était à l'origine un homme) pouvait résister aux abus que ses ancêtres avaient subis.
Par conséquent, les souvenirs de Dana de son esclavage, comme l'explique Ashraf A. Rushdy, deviennent une mémoire de « l'histoire non écrite » des Afro-Américains, une « récupération d'une histoire cohérente expliquant les diverses pertes de Dana ». En vivant ces souvenirs, Dana est en mesure d'établir des liens entre l'esclavage et les situations sociales actuelles, notamment l'exploitation des cols bleus, la violence policière, le viol, la violence domestique et la ségrégation.

### Le traumatisme et son lien avec la mémoire historique (ou amnésie historique)
Liens de sang révèle le traumatisme réprimé de l'esclavage causé dans la mémoire collective de l'histoire de l'Amérique. Dans une interview en 1985, Butler a suggéré que ce traumatisme venait en partie de tentatives d'oublier le sombre passé de l'Amérique : « Je pense que la plupart des gens ne savent pas ou ne réalisent pas qu'au moins 10 millions de Noirs ont été tués juste sur le chemin de ce pays., juste pendant le passage... Ils ne veulent pas vraiment l'entendre en partie parce que cela culpabilise les Blancs ». Dans une interview ultérieure avec Randall Kenan, Butler a expliqué à quel point ce traumatisme a été débilitant pour les Américains, en particulier pour les Afro-Américains, comme le symbolise la perte du bras gauche de son protagoniste : « Je ne pouvais pas vraiment laisser [Dana] revenir jusqu'au bout. Je ne pouvais pas la laisser redevenir ce qu'elle était, je ne pouvais pas la laisser revenir entière et [la perte de son bras], je pense, symbolise vraiment qu'elle ne revient pas entière. L'esclavage de la période de l'Antebellum n'a pas laissé les gens tout à fait entiers ».
De nombreux universitaires ont analysé la perte de Dana comme une métaphore des « dommages durables de l'esclavage sur la psyché afro-américaine » pour y inclure d'autres significations: Pamela Bedore, par exemple, la lit comme la perte de la naïveté de Dana concernant les progrès supposés de la race relations au présent. Pour Ashraf Rushdy, le bras manquant de Dana est le prix qu'elle doit payer pour sa tentative de changer l'histoire. Robert Crossley cite Ruth Salvaggio comme déduisant que l'amputation du bras gauche de Dana est une « tache de naissance » distincte qui représente une partie d'un « héritage défiguré »,. Les universitaires ont également noté l'importance de la cicatrice frontale de Kevin, Diana R. Paulin affirmant qu'elle symbolise la compréhension changeante de Kevin des réalités raciales, qui constituent « une expérience douloureuse et intellectuelle ».

### La race comme construction sociale
Kevin et Dana ont des points de vue différents sur le XIXe siècle :
- Ce pourrait être une époque formidable à vivre, a dit un jour Kevin. Je n'arrête pas de penser à l'expérience que ce serait d'y rester, d'aller dans l'Ouest et d'observer la construction du pays, de voir à quel point la mythologie du Far West est vraie.
- Ouest, ai-je dit avec amertume. C'est là qu'ils le font aux Indiens au lieu des Noirs !
La construction du concept de «race» et ses liens avec l'esclavage sont des thèmes centraux du roman de Butler. Mark Bould et Sherryl Vint placent Liens de sang comme un texte littéraire de science-fiction clé de la période de la conscience noire des années 1960 et 1970, notant que Butler utilise le trope du voyage dans le temps pour souligner la perpétuation de la discrimination raciale passée dans le présent et, peut-être, l'avenir de l'Amérique. La leçon des voyages de Dana dans le passé est donc que « Nous ne pouvons pas échapper ou réprimer notre histoire raciste, mais devons plutôt l'affronter et ainsi réduire son pouvoir de nous ramener, sans réfléchir, à des modes de conscience et d'interaction antérieurs ».
L'accent mis par le roman sur la façon dont le système de l'esclavage façonne ses personnages centraux pour mettre en scène le pouvoir de la société de construire les identités raciales. Le lecteur est témoin du développement de Rufus, qui au départ est un garçon relativement gentil allié à Dana en un homme intégralement raciste qui tente de la violer à l'âge adulte. De même, le séjour prolongé de Dana et Kevin dans le passé recadre leurs attitudes modernes. La représentation par Butler de son personnage principal en tant que femme afro-américaine indépendante, maîtresse d'elle-même et éduquée défie l'objectivation raciste et sexiste de l'esclavage des Noirs et des femmes
Liens de sang défie également la fixité de la « race » à travers les relations interraciales qui forment son noyau émotionnel. La parenté de Dana avec Rufus réfute les concepts erronés de pureté raciale de l'Amérique. Elle représente également l'inséparabilité des blancs et des noirs en Amérique. Les réactions négatives des personnages du passé et du présent à la relation entre Dana et Kevin mettent en évidence l'hostilité continue des communautés blanches et noires au mélange interracial. Dans le même temps, la relation de Dana et Kevin s'étend au concept de « communauté » des personnes liées par l'ethnie aux personnes liées par une expérience partagée. Dans ces nouvelles communautés, les Blancs et les Noirs peuvent reconnaître leur passé raciste commun et apprendre à vivre ensemble.
La représentation du mari blanc de Dana, Kevin, sert également à examiner le concept de privilège racial et de genre. Dans le présent, Kevin semble inconscient des avantages qu'il tire de la pigmentation de sa peau ainsi que de la façon dont ses actions servent à priver Dana de ses droits. Une fois qu'il est allé dans le passé, cependant, il ne doit pas simplement résister à accepter l'esclavage comme la situation normale mais se dissocier du pouvoir illimité dont les hommes blancs jouissent et qui leur donne des pribilèges. Son séjour prolongé dans le passé le transforme d'un homme blanc naïf et inconscient des problèmes raciaux en un militant anti-esclavagiste luttant contre l'oppression raciale.

### Protagoniste féminine forte
Dana explique à Kevin qu'elle ne permettra pas à Rufus de la transformer en propriété :
Dans son article « Feminisms », Jane Donawerth décrit Liens de sang comme le produit de plus de deux décennies de récupération de l'histoire et de la littérature féminines qui a commencé dans les années 1970. La republication d'un nombre important de récits d'esclaves, ainsi que les travaux d'Angela Davis, qui mettaient en lumière la résistance héroïque de l'esclave noire, ont introduit des écrivains de science-fiction comme Octavia Butler et Suzy McKee Charnas à une forme littéraire qui a redéfini l'héroïsme du protagoniste comme une forme d'endurance, de survie et d'évasion. Comme Lisa Yaszek le souligne, bon nombre des récits néo-esclaves de ces femmes afro-américaines, y compris Liens de sang, rejettent le concept du héros masculin solitaire au profit d'une héroïne féminine immergée dans la famille et la communauté. Robert Crossley voit le roman de Butler comme une extension des mémoires des femmes esclaves illustrée par des textes tels que Incidents in the Life of a Slave Girl de Harriet Ann Jacobs, en particulier dans sa description des compromis que l'héroïne doit faire, de l'endurance qu'elle doit avoir et sa résistance ultime à la victimisation,.
À l'origine, Butler voulait que le protagoniste de Liens de sang soit un homme, mais comme elle l'a expliqué dans son interview, elle ne pouvait pas le faire car un homme serait immédiatement perçu comme dangereux : « et beaucoup de choses qu'il fait seraient susceptibles de le faire tuer. Il n'aurait même pas le temps d'apprendre les règles... de la soumission ». Elle s'est alors rendu compte que le sexisme pouvait jouer en faveur d'une protagoniste féminine, « qui pourrait être tout aussi dangereuse mais ne serait pas perçue comme telle ».
La plupart des chercheurs voient Dana comme un exemple de protagoniste féminine forte. Angelyn Mitchell décrit Dana comme une femme noire « renforcée par sa fierté raciale, sa responsabilité personnelle, son libre arbitre et son autodétermination ». Identifiant Dana comme l'une des héroïnes noires fortes de Butler, Grace McEntee explique comment Dana tente de transformer Rufus en une personne attentionnée malgré ses luttes avec un patriarcat blanc. Ces luttes, explique Missy Dehn Kubitschek, sont clairement représentées par la résistance de Dana au contrôle masculin blanc d'un aspect crucial de son identité - son écriture - à la fois dans le passé et dans le présent. Sherryl Vint soutient qu'en refusant que Dana soit réduite à un corps violé, Butler semblerait aligner son protagoniste sur « les héroïnes sentimentales qui préfèrent mourir plutôt que de se soumettre au viol » et ainsi permet à Dana d'éviter un aspect crucial du réalité de l'esclavage des femmes. Cependant, en risquant la mort en tuant Rufus, Dana devient un symbole survivante de la mutilation de ses ancêtres noirs, à la fois par son corps à un bras et en devenant le corps qui écrit Liens de sang. Contrairement à ces points de vue, Beverly Friend pense que Dana représente l'impuissance de la femme moderne et que Liens de sang démontre que les femmes ont été et continuent d'être des victimes dans un monde dirigé par des hommes.

### Quête d'émancipation féminine
Dana explique à Kevin qu'elle ne permettra pas à Rufus de la transformer en propriété :
Après avoir brièvement envisagé de céder aux avances sexuelles de Rufus, Dana se prépare à le poignarder :
Certains chercheurs considèrent Liens de sang comme faisant partie du projet plus vaste de Butler visant à autonomiser les femmes noires. Robert Crossley voit les récits de science-fiction de Butler comme générant une « esthétique féministe noire» qui parle non seulement des « vérités » sociopolitiques de l'expérience afro-américaine, mais spécifiquement de l'expérience féminine, car Butler se concentre sur « les femmes qui manquent de pouvoir et subissent des abus mais s'engagent à revendiquer le pouvoir sur leur propre vie et à exercer ce pouvoir durement si nécessaire. », Étant donné que Butler fait passer Dana de la liberté à la servitude et ensuite de nouveau à la liberté le jour de son anniversaire, Angelyn Mitchell considère en outre Liens de sang comme une révision du récit d'émancipation féminine tel qu'illustré par Harriet A. Jacobs dans Incidents in the Life of a Slave Girl. Butler aborde en effet les thèmes de la sexualité féminine, l'individualisme, la communauté, la maternité et, surtout, la liberté afin d'illustrer les types d'agency féminine capables de résister à l'esclavage.
De même, Missy Dehn Kubistchek lit le roman de Butler comme étant « la quête des femmes afro-américaines pour se comprendre soi et son histoire » qui se termine par Dana étendant le concept de parenté pour inclure à la fois son héritage noir et blanc ainsi que son mari blanc tout en insistant sur son droit à l'auto-définition.

### La signification du titre du roman
Le titre anglais du roman Liens de sang a plusieurs significations : dans sa forme la plus littérale, il fait référence au lien généalogique entre la protagoniste des temps modernes, les Weylins esclavagistes, et les Greenwoods libres et liés ; dans sa forme la plus universelle, il indique la parenté de tous les Américains, quelle que soit leur origine ethnique,,.
Comme le roman de Butler met le lectorat au défi de se réconcilier avec l'esclavage et son héritage une signification déterminante du terme « parenté » est l'histoire du métissage des États-Unis et son déni dans les discours officiels. Cette parenté entre les Noirs et les Blancs doit être reconnue si l'Amérique veut évoluer vers un avenir meilleur.
D'autre part, comme le soutient Ashraf HA Rushdy, le voyage de Dana dans le passé sert à redéfinir son concept de parenté des liens du sang à celui de « parenté spirituelle » avec ceux qu'elle choisit comme sa famille : les esclaves Weylin et son mari blanc, Kevin. Ce sens du terme « parenté » en tant que communauté de choix ressort clairement de la première utilisation du mot par Butler pour indiquer les intérêts similaires et les croyances partagées de Dana et Kevin. La relation de Dana et Kevin, en particulier, indique la voie à suivre pour que l'Amérique noire et blanche se réconcilie : ils doivent affronter ensemble le passé raciste du pays afin qu'ils puissent apprendre à coexister en tant que parents.

## Genre
Les maisons d'édition et les universitaires ont eu du mal à catégoriser le roman. Dans une interview avec Randall Kenan, Butler a déclaré qu'elle considérait Liens de sang littéralement comme un roman fantasy. Selon Pamela Bedore, le roman de Butler est difficile à classer car il comprend à la fois des éléments du récit esclavagiste et de la science-fiction. Frances Smith Foster (en) insiste sur le fait que Liens de sang  ne se cantonne pas à un seul genre et est  « un mélange de science-fiction réaliste, sombre fantaisie, récit néo-esclave et roman d'initiation ». Sherryl Vint décrit le récit comme une fusion du fantastique et du réel, résultant en un livre qui est « en partie un roman historique, en partie un récit d'esclave, et en partie l'histoire de la façon dont une femme noire du XXe siècle accepte l'esclavage comme le sien et le passé de sa nation ».
Les critiques qui mettent l'accent sur l'exploration par Liens de sang des réalités de l'esclavage d'avant-guerre ont tendance à le classer principalement comme un récit néo-esclavagiste. Jane Donawerth fait remonter le roman de Butler à la récupération des récits d'esclaves dans les années 1960, une forme ensuite adaptée par les écrivaines de science-fiction à leurs propres mondes fantastiques. Robert Crossley identifie Liens de sang comme « une contribution distincte au genre du récit néo-esclavagiste » et le place parmi Jubilee (en) de Margaret Walker, The Chaneysville Incident (en) de David Bradley (en), Dessa Rose (en) de Sherley Anne Williams (en), Beloved de Toni Morrison, et Middle Passage (en) de Charles R. Johnson,. Sandra Y. Govan pense que le roman représente un changement significatif par rapport au récit de science-fiction non seulement parce qu'il est lié à l'anthropologie et l'histoire via le roman historique, mais aussi parce qu'il est lié directement aux expériences des esclaves noirs américains via le récit d'esclave. Notant que Dana commence l'histoire en tant que femme noire libre qui devient esclave, Marc Steinberg qualifie Liens de sang de « récit d'esclave inversé ».
D'autres insistent sur le fait que l'expérience de Butler dans la science-fiction est la clé de notre compréhension de ce qu'est ce récit. Les voyages dans le temps de Dana, en particulier, ont amené les critiques à classer Liens de sang parmi les récits de science-fiction qui remettent en question la nature de la réalité historique, comme le roman de Kurt Vonnegut, Slaughterhouse Five et celui de Philip K. Dick The Man in the High Castle, ou parmi ceux qui mettent en garde contre « la négociation du passé à travers un cadre de référence unique », comme dans The Gernsback Continuum (en) de William Gibson. Dans son article « A Grim Fantasy », Lisa Yaszek soutient que Butler adapte deux tropes de la science-fiction  — le voyage dans le temps et la rencontre avec l'extraterrestre « Autre » —  pour représenter l'histoire des femmes afro-américaines. Raffaella Baccolini identifie en outre le voyage dans le temps de Dana comme une modification du « paradoxe du grand-père » et remarque l'utilisation par Butler d'un autre élément typique de la science-fiction : le manque de corrélation du récit entre le temps qui passe dans le passé et le temps qui passe dans le présent.

## Style
L'intrigue de Liens de sang n'est pas linéaire ; elle commence plutôt au milieu de sa fin et contient plusieurs flashbacks qui relient des événements du présent et du passé. Dans une interview, Butler a reconnu qu'elle avait divisé la fin en un prologue et un épilogue afin d'impliquer le lectorat et de l'obliger à se poser beaucoup de questions auxquelles il ne pouvait pas répondre avant la fin de l'histoire. Missy Dehn Kubitschek considère ce cadrage des aventures de Dana comme une façon pour Butler de souligner l'importance de l'esclavage dans ce que les Américains considèrent comme leur identité contemporaine. Le prologue se produisant après que Dana ai voyagé dans le temps et l'épilogue se terminant par un message sur la nécessité d'affronter le passé, nous vivons l'histoire comme la compréhension de Dana de ce que nous avons encore nous-même à comprendre, tandis que l'épilogue aborde l'importance de cette compréhension. Roslyn Nicole Smith propose que le cadrage de l'histoire par Butler place Dana au sens propre et figuré in media res afin de d'indiquer le passage de Dana d'une « femme noire historiquement fragmentée, qui se définit uniquement sur ses expériences contemporaines » à « une identité historiquement intégrée » qui a une connaissance et un lien avec son histoire.
L'histoire de Liens de sang est encore fragmentée par le rapport de Dana sur son voyage dans le temps, qui utilise des flashbacks pour relier le présent au passé. Robert Crossley voit ce « raccourci » du passé et du présent comme une « leçon de réalités historiques ». Parce que l'histoire est racontée du point de vue de Dana à la première personne, les lecteurs ont le sentiment d'être témoins de la cruauté et des difficultés auxquelles de nombreux esclaves sont confrontés chaque jour dans le Sud et s'identifient ainsi aux réactions déchirantes de Dana face au passé,,. Cette voix autobiographique, ainsi que le souvenir déchirant de Dana de la brutalité de l'esclavage et de son évasion in extremis, est l'un des éléments clés qui ont amené les critiques à classer le roman comme un récit néo-esclave.
Une autre stratégie que Butler utilise pour ajouter un intérêt dramatique à l'histoire est le retard délibéré de la description des ethnies de Dana et Kevin. Butler a déclaré dans une interview qu'elle ne voulait pas dévoiler leur race trop tôt car cela aurait moins d'impact et le lectorat ne réagirait pas comme elle le souhaitait. L'appartenance ethnique de Dana est révélée dans le chapitre deux, tandis que l'appartenance ethnique de Kevin devient claire pour le lecteur dans le chapitre trois, qui comprend également l'histoire de la relation interraciale de Dana et Kevin.
Butler utilise également Alice comme sosie de Dana pour comparer la façon dont leurs décisions reflètent leur environnement. Selon Missy Dehn Kubitschek, chaque femme semble voir un reflet d'elle-même dans l'autre ; chacune est la vision de ce que pourrait être (aurait pu être) le destin possible de l'autre dans des circonstances différentes. Selon Bedore, l'utilisation de la répétition par Butler brouille les frontières entre les relations passées et présentes. Au fil du temps, la relation entre Alice et Rufus commence à ressembler davantage à un couple marié misérable tandis que Dana et Kevin deviennent quelque peu distants.

## Contexte
Butler a écrit Liens de sang pour répondre à un jeune homme impliqué dans la sensibilisation des Noirs. Il avait honte de ce qu'il considérait comme la soumission des générations plus âgées d'Afro-Américains, disant qu'ils étaient des traîtres et qu'il voulait les tuer. Butler n'était pas d'accord avec ce point de vue. Elle croyait qu'il fallait donner un contexte historique pour que la vie des anciennes générations d'Afro-Américains puisse être comprise comme la résistance silencieuse et courageuse qu'elle était, un moyen de survie. Elle a décidé de créer un personnage contemporain et de la renvoyer (à l'origine, c'était un lui) à l'esclavage, pour explorer à quel point une personne moderne aurait du mal à survivre dans des conditions aussi difficiles. Comme Butler l'a dit dans une interview en 2004 avec Allison Keyes, elle « a entrepris de faire ressentir l'histoire aux gens ».
Les recherches sur le terrain de Butler dans le Maryland ont également influencé son écriture. Elle s'est rendue sur la côte est du comté de Talbot où elle s'est promenée. Elle a également mené des recherches à la Enoch Pratt Free Library à Baltimore et à la Maryland Historical Society. Elle a visité Mount Vernon, la plantation du premier président américain, George Washington. À l'époque, les guides qualifiaient les esclaves de « serviteurs » et évitaient de qualifier le domaine d'ancienne plantation d'esclaves. Butler a également passé du temps à lire des récits d'esclaves, y compris l'autobiographie de Fredrick Douglass, qui s'est échappé et est devenu un leader abolitionniste. Elle a lu de nombreux récits sinistres, mais a décidé qu'elle devait modérer les événements de son livre afin d'attirer suffisamment le lectorat.

## Réception
Liens de sang est le best-seller de Butler, Beacon Press le présentant comme « le roman classique qui s'est vendu à plus de 450 000 exemplaires ».
Parmi les pairs de Butler, le roman a été bien accueilli.  Harlan Ellison en a fait l'éloge comme suit « ce rare artefact magique… le roman auquel on revient encore et encore », tandis que l'écrivain Walter Mosley a décrit le roman comme « ce rare artefact magique… le roman auquel on revient encore et encore ».
Les critiques de livres étaient enthousiastes. L'écrivain du Los Angeles Herald-Examiner, Sam Frank, a décrit le roman comme « [une] œuvre d'art bouleversante avec beaucoup à dire sur l'amour, la haine, l'esclavage et les dilemmes raciaux, d'hier et d'aujourd'hui ». La critique Sherley Anne Williams de Ms  a défini le roman comme « un commentaire surprenant et captivant sur la réalité complexe et l'héritage continu de l'esclavage américain. L' écrivain du Seattle Post-Intelligencer, John Marshall, a déclaré que Liens de sang est « l'introduction parfaite au travail et aux perspectives de Butler pour ceux qui ne sont généralement pas amoureux de la science-fiction ». L' écrivain Austin Chronicle, Barbara Strickland, a déclaré que Liens de sang était « autant un roman d'horreur psychologique qu'un roman de science-fiction ».
Le livre est fréquemment choisi au programme de littérature en classe de lycée et de collège. Linell Smith du Baltimore Sun le décrit comme « un pilier célèbre des cours universitaires sur les études féminines et la littérature et la culture noires ». S'exprimant à l'occasion de la réédition de Liens de sang par Beacon Press pour son 25e anniversaire, le professeur de littérature afro-américaine Roland L. Williams a déclaré que le roman est resté populaire au fil des ans en raison de son attrait croisé, qui « continue de trouver une variété de publics, fantastique, littéraire et historique et parce que c'est une histoire extrêmement bien écrite et captivante… qui vous demande de regarder simultanément dans le temps et dans le présent ».
Les communautés et les organisations choisissent également ce roman pour des événements de lecture commune. En 2003, Rochester a choisi Liens de sang comme roman à lire lors de la troisième édition annuelle de l'évènement « Si tous Rochester lisaient le même livre ». Environ 40 000 à 50 000 personnes ont lu et participé à des tables rondes, des conférences, des projections de films, des expositions d'arts visuels, des lectures de poésie et d'autres événements de février 2003 à mars 2003. La ville a discuté du livre dans des groupes locaux et, du 4 au 7 mars, a rencontré Octavia Butler lors de ses apparitions dans des collèges, des centres communautaires, des bibliothèques et des librairies,. Au printemps 2012, Liens de sang a été choisi comme l'un des trente livres à offrir dans le cadre de la Nuit mondiale du livre, un événement mondial organisé pour encourager l'amour des livres et de la lecture en offrant des centaines de milliers de livres de poche gratuits en une nuit.

## Adaptations

### Bande dessinée
Liens de sang a été adapté sous forme de comics par Damian Duffy (scénariste) et John Jennings (dessinateur) sous le titre Liens de sang (Kindred: A Graphic Novel Adaptation) paru en langue originale en 2017 aux éditions Abrams ComicArts puis traduit en français et paru en 2019 aux éditions Presque lune,,.

### Audio
Seeing Ear Theatre « Kindred: An Online Dramatic Presentation ». 2001. (cette adaptation audio met en vedette Alfre Woodard dans le rôle de Dana et a été produite par Brian Smith et Jacqueline Cuscuna pour Seeing Ear Theatre. Il présente également les actrices primées Lynn Whitfield et Ruby Dee).

### Télévision
En mars 2021, il a été annoncé que FX avait lancé la production d'un pilote pour une adaptation télévisée du roman,. En janvier 2022, il a été annoncé que FX avait lancé la production d'une première saison composée de huit épisodes, mettant en vedette Mallori Johnson, Micah Stock, Ryan Kwanten, Gayle Rankin, Austin Smith, Antoinette Crowe-Legacy et David Alexander Kaplan. Elle sera produite par FX Productions, avec Branden Jacobs-Jenkins comme showrunner. La série est finalement sortie en 2022, disponible en France sur Disney +. A l'inverse du roman elle reçoit un accueil critique plutôt mitigé.

### Critiques
- Joanna Russ, Books, The Magazine of Fantasy and Science Fiction, (février 1980): 94–101.
- John C Snyder, Kindred by par Octavia E. Butler." SciFiDimensions. juin 2004.

### Poésie
- VanMeenen, Karen, éd. Rochester, NY : Residue of Time: Poets Respond to Kindred. Rochester, NY Écrivains et livres, 2003 (Fait partie du programme annuel de lecture à l'échelle de la communauté de Writers & Books If All of Rochester Read the Same Book.)